# Adaptations du Disque-monde
Les adaptations du Disque-monde sont les œuvres et les jeux qui ont développé l'univers du Disque-monde, créé à l'origine par l'écrivain britannique Terry Pratchett dans les années 1980 dans sa suite romanesque de fantasy humoristique Les Annales du Disque-monde.

## Jeux

### Jeux de rôle
GURPS - DiscworldJeu de rôle de Philip Masters, Terry Pratchett, éditions Steve Jackson Games. Sorti en 1998.
GURPS - Discworld AlsoJeu de rôle de Philip Masters, Terry Pratchett, éditions Steve Jackson Games. Sorti en 2001.

### Jeux vidéo
La série des Annales du Disque Monde (Discworld en anglais) a été adaptée en jeux vidéo destinés à différents supports : ZX Spectrum, PC, PlayStation et Saturn.
- The Colour of Magic (1986)
- Discworld (1995)
- Discworld II : Mortellement vôtre ! (1996), sous-titré « Mortality Bytes » en Amérique du Nord, « Missing, Presumed...!? » en Europe.
- Discworld Noir (1999)

### Jeux de société
En 2002 sort le jeu Thud, conçu par Trevor Truran (en) et édité par Mongoose Publishing d'après un jeu décrit dans le Disque-monde, fortement inspiré du jeu scandinave de Hnefatafl. Il oppose deux armées asymétriques, les Nains et les Trolls. Le Thud est d'abord décrit dans Timbré (Going postal), puis dans Jeu de nains (Thud! en anglais) qui y fait amplement référence.
Guards! Guards! est publié en 2011 par Backspindle Games et conçu par Leonard Boyd et David Brashaw. Il s'agit d'un jeu de quête dans lequel les joueurs doivent manœuvrer leur pion sur le plateau pour récupérer des sorts volés afin de les rendre à l'Université de l'invisible, tout en négociant avec divers personnages du Disque-monde. Le nom du jeu est également le titre original du huitième roman, Au guet !
Toujours en 2011 sort Ankh-Morpork, conçu par Martin Wallace et publié par Treefrog Games. Il s'agit d'un jeu de cartes et de territoires agrémenté de gestion, de négociation et de bluff, où chaque joueur a une condition de victoire secrète, généralement liée à la possession de bâtiments ou au contrôle de différents quartiers de la ville d'Ankh-Morpork.
En 2013, toujours de Martin Wallace chez Treefrog Games, sort Les Sorcières. Il s'agit d'un jeu semi-coopératif destiné aux jeunes joueurs. Ils doivent se déplacer dans la ville de Lancre et ses environs, en réglant des problèmes allant d'un cochon malade à une invasion de vampires.
En 2014 sort Clacks, conçu par Leonard Boyd et David Brashaw et édité par Backspindle Games. Chaque joueur opère un réseau de tours clic-clac telles que décrites dans Le Cinquième Éléphant et Timbré. Le but est de transmettre le plus vite possible son message à l'autre bout du chemin de tours, sur un plateau qui change constamment.

## Télévision

### Mini-série
Plusieurs romans des Annales du Disque-monde ont été adaptés par la chaine anglaise Sky 1 en mini-série de deux parties de 90 minutes environ. En décembre 2006, Le Père Porcher est adapté en deux parties d'environ 90 minutes, sous le titre Les Contes du Disque-Monde. En mars 2008, l'acteur David Jason tient le rôle de Rincevent et Sean Astin celui de Deux-Fleurs dans Discworld qui reprend l'histoire des deux premiers romans de la série, La Huitième Couleur et Le Huitième Sortilège. Une troisième adaptation, Timbré, est basée sur le livre du même nom.

### Téléfilms d'animation
Deux romans des Annales du Disque-monde, Trois Sœurcières (Wyrd Sisters) et Accros du roc (Soul Music), ont été adaptés en films d'animation en 1997 : Trois sœurcières sur Channel Four. Les téléfilms animés, diffusés en séries de 6 et 7 épisodes à la télévision britannique, ont été réalisés par Jean Flynn. L'acteur britannique Christopher Lee y prête sa voix au personnage de la Mort.
Les deux séries ont été éditées en DVD, sur lesquels figure aussi un court-métrage de présentation de l'univers intitulé Bienvenue sur le Disque-monde (Welcome to the Discworld).
La nouvelle Drame de Troll a aussi été adapté en film, fait grâce à un financement participatif il est maintenant disponible gratuitement sur youtube.

## Théâtre
Plusieurs romans du Disque-monde ont été adaptés en pièces de théâtre par Stephen Briggs.